# Кортегеммен
Кортегеммен (нід. Kortehemmen) — село в нідерландській провінції Фрисландія. Входить до муніципалітету Смаллінгерланд.
Його площа становить 2,34 км², а населення станом на 2021 рік складало 170 осіб.
Перша згадка про населений пункт датується 1444 роком.

## Галерея

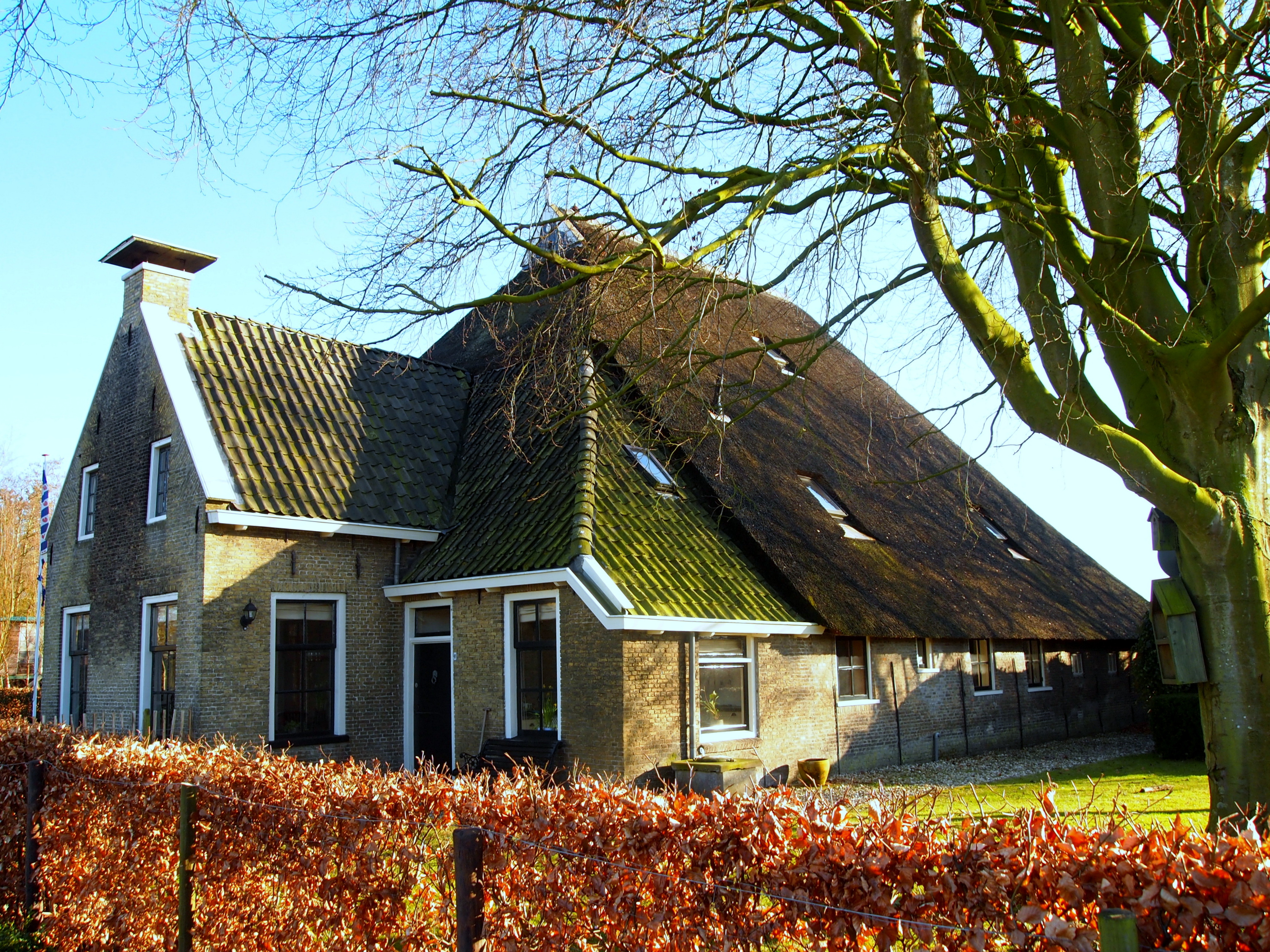
Ферма у селі
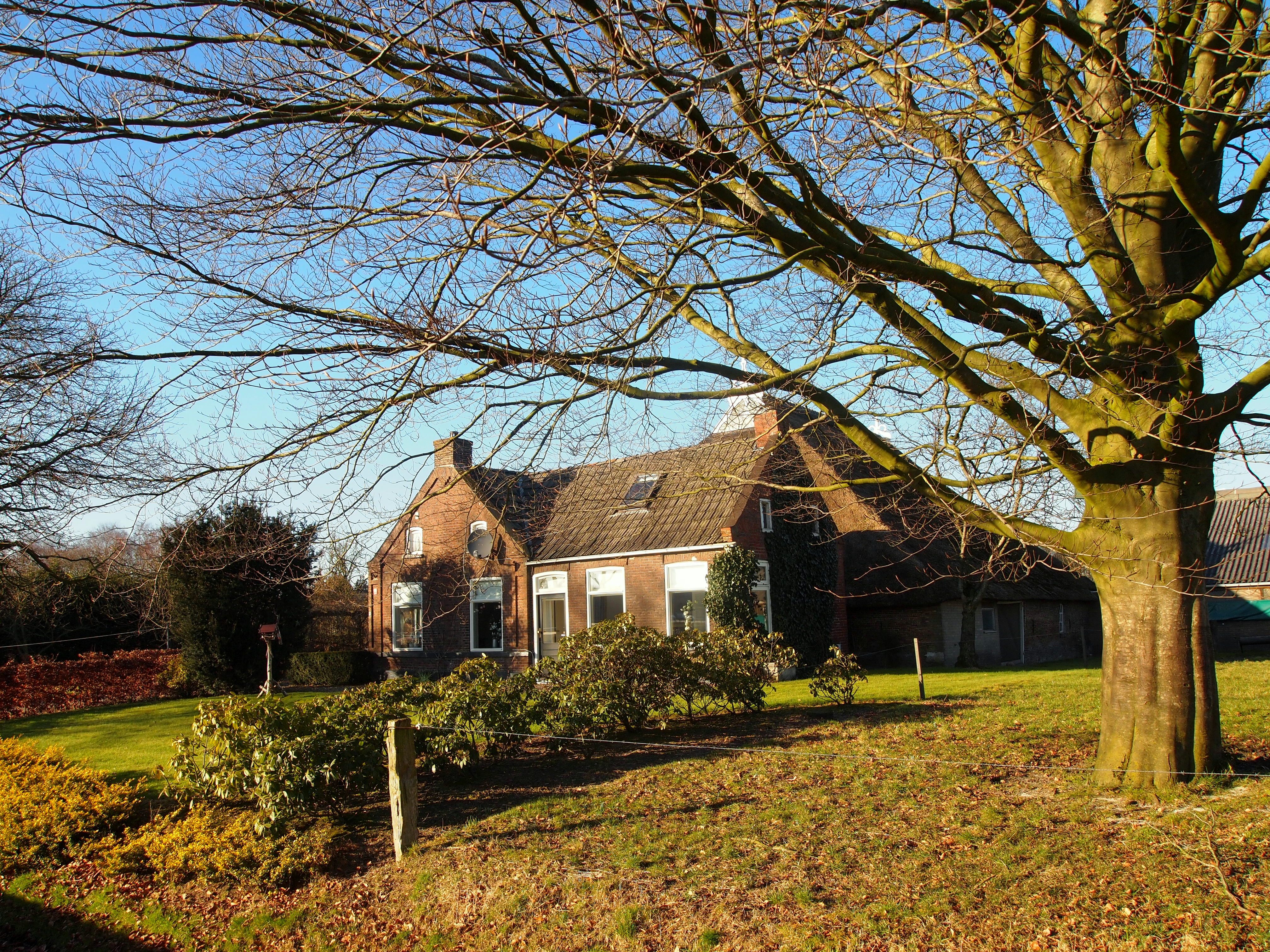
Ферма у селі